# Vincenzo Caprile

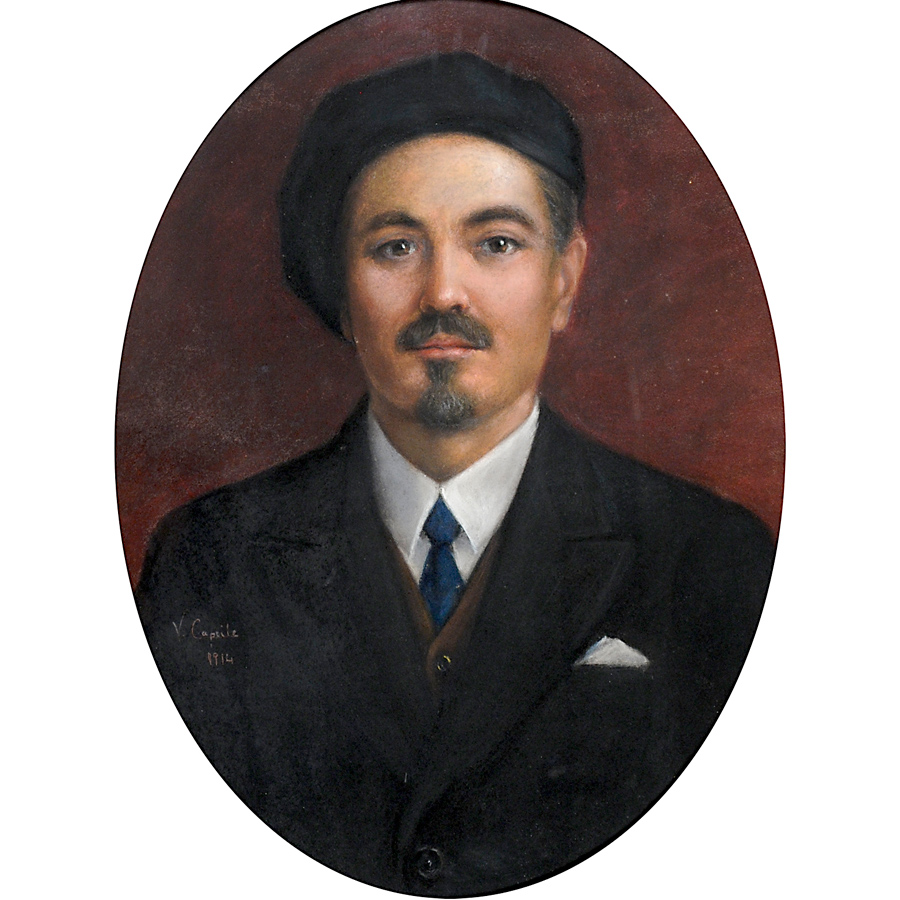
Selbstporträt (1914)

Vincenzo Caprile (* 24. Juni 1856 in Neapel; † 23. Juni 1936 in Neapel) war ein italienischer Maler.
Er besuchte die Accademia di belle arti di Venezia, wie andere Künstler dieser Zeit (Michetti, Dalbo, Pratella, Irolli). Er arbeitete in verschiedenen Techniken, Ölfarbe, Tempera, Pastell, Transparenz und Plastizität und Mischtechniken. Bekannt sind seine weiblichen Figuren (Pastell) und seine Marktszenen (in Öl auf Leinwand), die in der Periode 1885–1912 entstanden. 1896 erhielt er auf der Internationalen Kunstausstellung in Berlin eine kleine Goldmedaille. Seine Werke sind in mehreren Museen, darunter die Galleria Nazionale d’Arte Moderna in Rom und das Museum of Castel Nuovo ausgestellt. Er starb in Neapel im Jahr 1936.

## Werke (Auswahl)

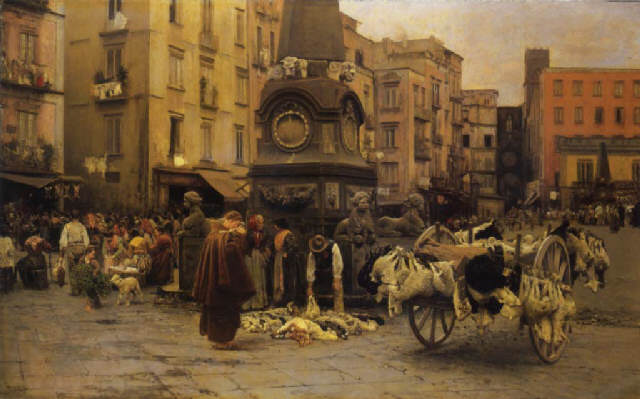
Marktszene in Neapel
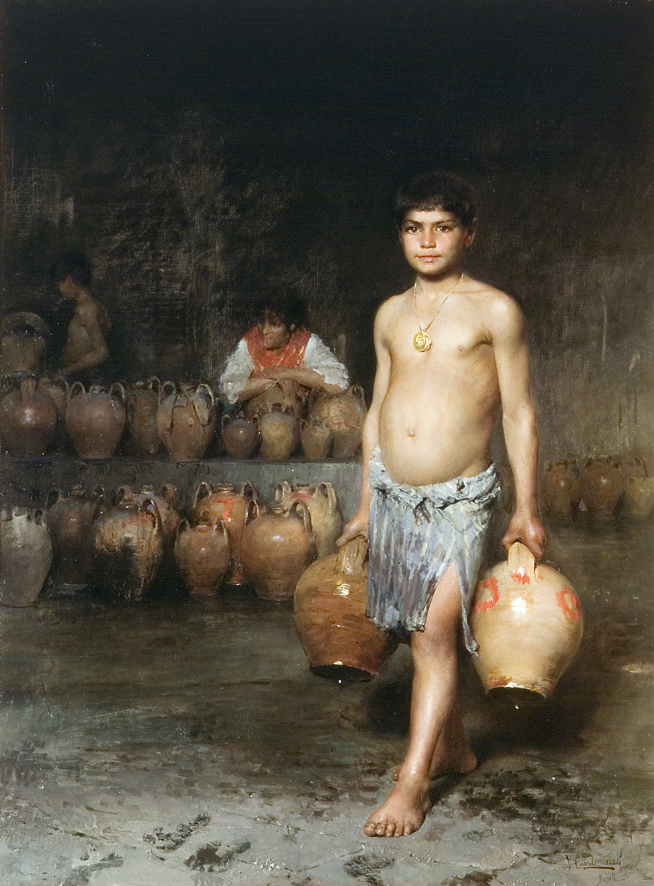
L’acqua zurfegna a Santa Lucia, Rom 1884